# Gérald Moizan
Gérald Moizan (30 septembre 1979, Saint-Germain-en-Laye) est un guitariste français.  

## Biographie
Gérald Moizan a passé les dix premières années de sa vie à Aubergenville dans les Yvelines (78) et pour des raisons professionnelles de son père, toute la famille quitte la région parisienne pour la Touraine, où il vit encore.
Ado il s’empare des disques de son père qui est d’influence très rock comme Jimi Hendrix, Led Zeppelin, Deep Purple, AC/DC, Carlos Santana.
Bercé dans la musique de tendances rock, il suit en écoutant les nouveaux groupes de hard rock comme les Guns n’ Roses, Nirvana, Aérosmith, Red Hot Chili Peppers, à la suite de l’évolution des styles, il se colle au mouvement « trash » des années 1996, il écoute des groupes comme Machine Head, Obituary, Sépultura, Nail bomb, etc.
À la suite d'une invitation chez un ami de ses parents, il est présenté comme jeune guitariste, cet ami étant musicien lui fait connaître des artistes comme Joe Satriani, Steve Vai, et bien d'autres... Ce qui provoque un traumatisme musical chez lui. À quatorze ans, il prend son premier cours de guitare et donne à 15 ans son premier concert comme guitariste rythmique dans le groupe de la M.J.C d’Amboise. Le deuxième groupe formé de quatre musiciens différents lui permet d’approcher la batterie et la basse. Il fait son premier enregistrement avec le groupe Mandragore en 1996.

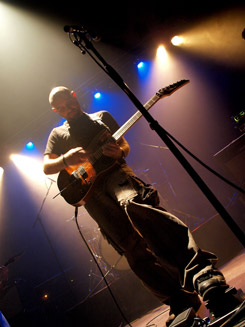
Concert à Clermont-Ferrand (2011).

De 1996 à 2007, il joue dans de nombreux groupes comme « Mandragore, Insouciance, Black Pearl », un CD/une maquette sera fait dans chacun de ces groupes mais aucun d’eux ne sera commercialisé car à l’époque ce n’était pas forcément l’ambition des groupes, il fait cependant de nombreux concerts. Il donne quelques cours de guitare, crée un atelier de musique thérapeutique dans un centre spécialisé à l’Audronnière pour les jeunes en difficulté. Durant toutes ces années, il écoute beaucoup de styles musicaux, des artistes comme Marcus Miller, Frank Zappa, Alain Carron, Django Reinhardt, Patrick Rondat, Dream Theater, mais aussi des groupes un peu plus commerciaux comme David Lee Roth, Toto, Genesis...
Il sera au cours de ces années ingénieur/technicien son sur des concerts pour des artistes comme U-Roy, Israël Vibration, les Têtes Raides, Ange, Johnny Hallyday, Amel Bent...
En 2007, il crée sa propre société de production "GM Prod", il produit quelques artistes "Black Pearl", mais également des DVD comme la conférence sur l'eau de "Yann Olivaux, L'eau est notre santé" ou  encore un CD de musique sophrologique "Voyage intérieur Vol I". Le but de GM Prod est de promouvoir un art dans son originalité, sans qu'aucun manager ou producteur ne dise mot sur la composition elle-même.
L’envie de composer de réaliser et d’auto-produire son propre album prend forme en 2008, la fin du groupe Black Pearl le fait beaucoup réfléchir, le travail de composition dans un groupe repose beaucoup sur le compromis, et n’est pas forcément bon pour la créativité, il faut également être tous là au bon moment, et ce n’est pas forcément simple avec des emplois du temps différents, à l’inverse composer en solo ne requiert aucun compromis.
Fin 2008 à début 2009, il fait cinq enregistrements :
- Why Not Part I, First Set
- Why Not Part II, Waliking with the Devil
- Why Not Part III, Journey into nature
- Life is good
- Little groove

Pascal Mulot (bassiste de Patrick Rondat, Triple FX, Satan Joker...), Pascal Vigné, Jean Pierre Poulin, Étienne Garnault, Florian Romary participeront à l'album.
À la suite du succès rencontré sur son site et sur celui de Myspace, il prend la décision de réaliser un album de neuf titres, et de l’auto-produire. Déjà plus de 15 radios dans le monde, diffusent ces 5 titres, "Co de Kloet" lui propose même une diffusion sur "NPS".
Son premier album Happiness sort en août 2011, et est suivi du Peveay Tour 2011 avec Patrick Rondat et Pascal Vigné.
En 2012, un de ses titres "Crazy Game", de son premier album Happiness est sélectionné pour la compile du Pavillon 666.
En 2014, il sort un EP 4 titres "4 Memories" où l'on peut y retrouver Piwee Desfray à la batterie, cuivres et violoncelle (batteur du groupe Fairyland, Myrath, Heavenly) et Brice Guillon à la basse (Melted Space, Rue d'la soif, My Favourite Swing). Sur cet EP, on peut y découvrir le premier titre où il chante "Groove Room". EP qui présage la sortie d'un second album.
En 2015, après à la sortie du titre "Sunset" fait sur une guitare classique, guitare dont il joue que très rarement, il se fait remarquer et il est programmé dans l'un des plus grands festivals de guitare classique à Sarzana en Italie "Guitar Meeting Festival". 
En 2016, il sort sont second album Memories, CD de 9 titres mêlant guitare électrique, acoustique et classique, on peut y découvrir, une ouverture au chant qui n'était pas présent dans le premier album Happiness, ces 3 titres sont chantés par Johnson Concorde. 
En 2017, il intègre l'équipe du magazine GuitarPart pour la réalisation de vidéo pédagogique. 
En 2022-2023, il sort une série de 3 single "BlueNight", "GoodBye" et "Les Remparts". Sur ce dernier il signe l'hymne officiel de l'équipe de hockey sur glace de Tours "Les Remparts". pour l'année 2023, deux albums sont en préparation un guitare classique et un autre en rock progressif    

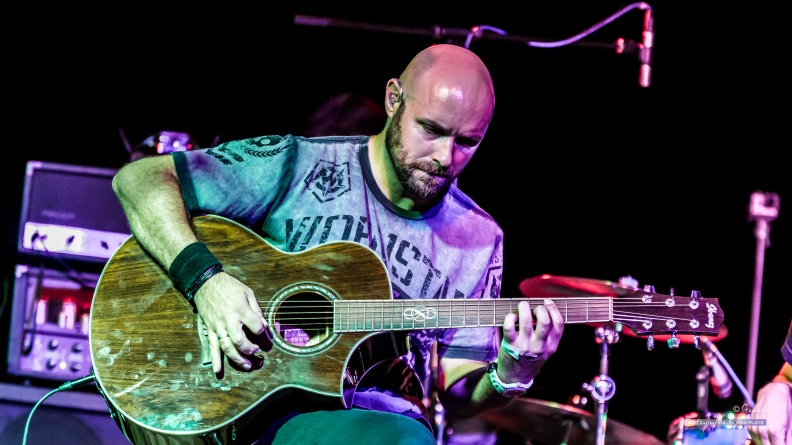
Concert 2015
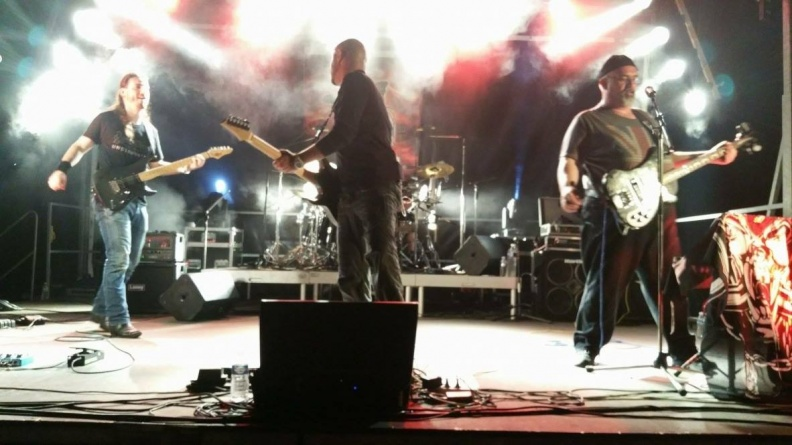
Concert 2015 with Motor Rise
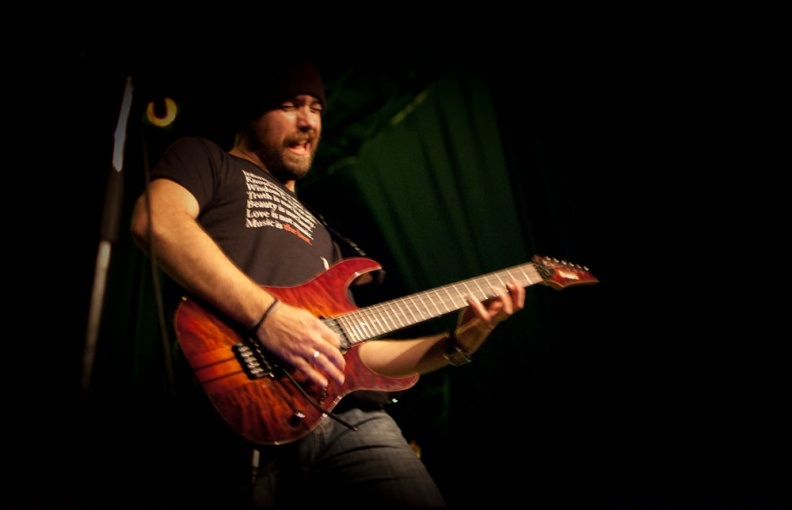
Concert 2011
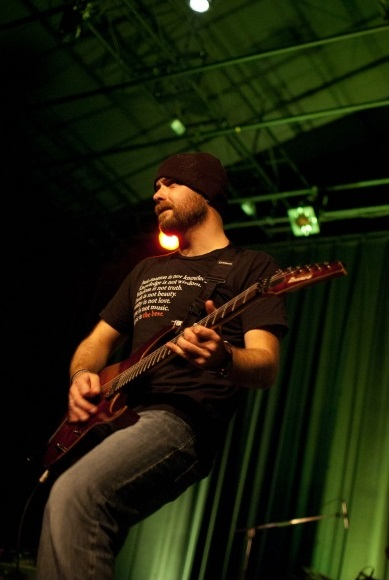
Concert 2011
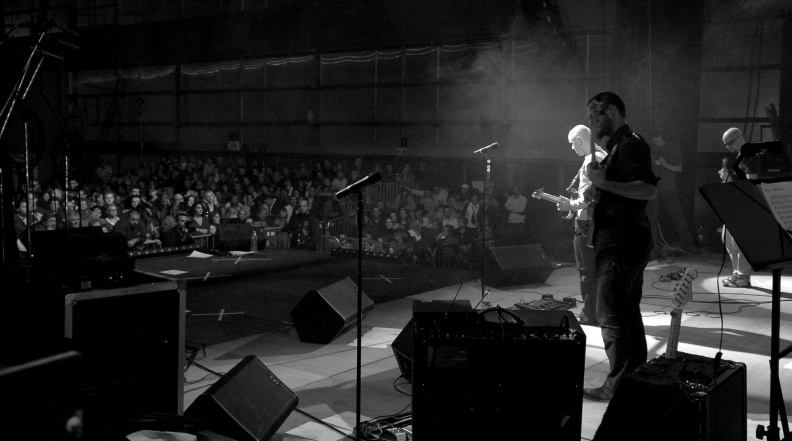
Concert 2010

## Artistes avec lesquels il a joué
- Norbert Krief (Nono)
- Janet Robin
- Pascal Mulot
- Patrick Rondat
- Jean Félix Lalanne
- Pascal Vigné
- Roman Rouzine
- Jean Pierre Poulin
- Piwee Desfray
- Brice Guillon

## Discographie (solo)
- 2025 : Single "Just Like"
- 2025 : Single "Hey Brother" (Feat:Yannick Bouvet & Yohan Fourrier)
- 2024 : Single "Silent Night"
- 2023 : Single "Les Remparts" Hymne officiel de l'équipe de Hockey sur glace de Tours
- 2023 : Single "GoodBye" Titre hommage
- 2022 : Single "BlueNight"
- 2016 : Album "Memories" - 9 titres "Guest Johnson Concorde"
- 2015 : Single "Sunset"
- 2014 : EP "4 Memories" - 4 titres " Guest Brice Guillon, Piwee Desfray"
- 2011 : Album "Happiness" - 9 titres " Guest Pascal Mulot,Pascal Vigné,Jean Pierre Poulin "
- 2009 : EP "Happiness Four Tracks" - 4 titres  "Guest Pascal Mulot"

## Discographie (groupe)
- 2024 : Participation au titre "Batida" de l'album All Right de Yelloxy & Southfab
- 2023 : Participation au titre "Le Truand" de l'album Consécration de Yelloxy & Southfab
- 2018 : Participation au titre "Dirty Girl" de l'album Born To Rock du groupe Motor Rise
- 2016 : Participation au titre "Captain Tiberius"  du groupe Johnson Concorde
- 2010 : Participation au titre "Scoop Toujours"  du groupe Konarteam
- 2009 : Participation au titre "It Goes Boom" de l'album Konarland du groupe Konarteam
- 2007 : Maxi CD 5 titres avec le groupe Black Pearl
- 1998 : Album 13 titres avec le groupe Insouciance

## Discographie (Compilation)
- 2012 : Compilation Pavillon 666 "Titre : Crazy Game (Album Happiness)"

## Matériel
Gerald joue sur des amplis "Laney" , marque d’amplis avec laquelle il est en contrat depuis juin 2016, il est également endorsé[Quoi ?] avec la marques de câbles "Intexcables" ainsi que les cordes "Savarez". Pour les guitares, il rejoint la famille des artistes endorsé Ibanez en 2013, Son modèle préféré reste sa RGT320, ainsi qu'une RGT Custom conçue spécialement pour l'album Happiness.
Pour les effets, il utilise en distorsion une Rat2 RobertKeley et une ds2 de chez boss, une wha-wha Morley Bad Horsie, un multi-effet boss me30 et un compresseur dbx 266 XL.